# Seznam letalskih asov
Seznam letalskih asov je krovni seznam.

## Po konfliktih
- seznam letalskih asov prve svetovne vojne
- seznam letalskih asov ruske revolucije
- seznam letalskih asov kitajsko-japonske vojne
- seznam letalskih asov španske državljanske vojne
- seznam letalskih asov druge svetovne vojne
- seznam sodobnih letalskih asov
seznam letalskih asov korejske vojne
seznam letalskih asov vietnamske vojne
seznam letalskih asov arabsko-izraelskih vojn
seznam letalskih asov indijsko-pakistanskih vojn
seznam letalskih asov iransko-iraške vojne
seznam letalskih asov zalivske vojne

## Po narodnosti
- Seznam ameriških letalskih asov
- Seznam avstralskih letalskih asov
- Seznam avstro-ogrskih letalskih asov
- Seznam belgijskih letalskih asov
- Seznam bolgarskih letalskih asov
- Seznam britanskih letalskih asov
- Seznam čeških letalskih asov
- Seznam danskih letalskih asov
- Seznam egiptovskih letalskih asov
- Seznam francoskih letalskih asov
- Seznam grških letalskih asov
- Seznam hrvaških letalskih asov
- Seznam indijskih letalskih asov
- Seznam islandskih letalskih asov
- Seznam italijanskih letalskih asov
- Seznam južnoafriških letalskih asov
- Seznam kanadskih letalskih asov
- Seznam kitajskih letalskih asov
- Seznam korejskih letalskih asov
- Seznam nemških letalskih asov
- Seznam nizozemskih letalskih asov
- Seznam norveških letalskih asov
- Seznam novozelandskih letalskih asov
- Seznam pakistanskih letalskih asov
- Seznam poljskih letalskih asov
- Seznam ruskih letalskih asov
- Seznam severnokorejskih letalskih asov
- Seznam slovaških letalskih asov
- Seznam slovenskih letalskih asov
- Seznam sovjetskih letalskih asov
- Seznam španskih letalskih asov
- Seznam vietnamskih letalskih asov

## Drugo
- seznam letalskih asov po številu zračnih zmag